# Hayes McMullan
Hayes McMullan (* 29. Januar 1902 in New Hope oder Murphreesboro im Tallahatchie County, Mississippi, USA; † Mai 1986) war ein US-amerikanischer Delta-Blues-Sänger, Gitarrist und Songwriter. Darüber hinaus war er zeitweise als Sharecropper und Diakon tätig und engagierte sich als Bürgerrechtler.
McMullans aufgenommenes Werk wurde im Februar 2017, über 30 Jahre nach seinem Tod, veröffentlicht und basiert auf Aufnahmen, die er 1967 und 1968 im Tallahatchie County gemacht hatte.

## Biografie
Hayes McMullan wurde entweder in New Hope oder Murphreesboro im Tallahatchie County, Mississippi, geboren. Seine musikalischen Talente wurden nach einer zufälligen Begegnung zwischen McMullan und dem US-amerikanischen Bluesforscher Gayle Dean Wardlow im Jahr 1967 entdeckt. Im Gespräch mit McCullan erfuhr Wardlow, dass McMullan Charley Patton gekannt und in den 1920er Jahren an seiner Seite gespielt hatte. Dies war zu einer Zeit, als McMullan aus seiner Heimat im Mississippi-Delta weggezogen war, um den Blues auf den Straßen und in den Juke Joints des Deep South spielen.
Wardlow erfuhr auch, dass McMullan mit dem Bluesspielen aufgehört hatte, als er in den 1930er Jahren einer Kirche beitrat. McMullan erklärte, warum er die Gelegenheit, mit Patton aufzunehmen, aufgegeben hatte: „Sie boten mir nur 5 Dollar pro Lied an, und du weißt, dass sie mit nur einem Lied Tausende verdienen könnten.“ Wardlow besuchte McMullan Ende der 1960er Jahre mehrmals im Tallahatchie County, wobei er Notizen und Tonbandaufnahmen machte. Wardlow schrieb damals: „Hayes spielte wie kein anderer, den ich je gehört hatte.“
Hayes McMullan starb im Mai 1986 im Alter von 84 Jahren. Wardlow schrieb anschließend: „Die wenigen alten Schnappschüsse, die ich gemacht habe, die Handvoll Melodien, die wir aufgenommen haben, und seine brillante Darbietung von Hurry Sundown, die auf Film festgehalten wurde, sind alles, was vom musikalischen Erbe von Hayes McMullan, Sharecropper, Diakon und – vielen so lange unbekannt – widerwilligen Bluesmann übrig geblieben ist.“ Wardlow transkribierte auch die Songs und schrieb den Covertext für McMullans Album Everyday Seem Like Murder Here, das 2017 von Light in the Attic Records veröffentlicht wurde. Ein Song auf dem Album, Smoke Like Lightning, wurde später zu Smokestack Lightning, aufgenommen von Howlin’ Wolf.